# ナズルル・ナザリ
ムハンマド・ナズルル・ビン・アフマド・ナザリ（Muhammad Nazrul bin Ahmad Nazari、1991年2月11日 - ）は、ホウガン・ユナイテッドFCに所属するサッカー選手。シンガポール代表。ポジションはMF。

## 概要
ナズルルの代表デビューは2012年8月15日に行われた香港代表との親善試合である。

## タイトル

### クラブ
シンガポール・ライオンズXII
- マレーシア・スーパーリーグ: 2013